# Eduard Heine
Heinrich Eduard Heine (Berlino, 15 marzo 1821 – Halle, 21 ottobre 1881) è stato un matematico tedesco, noto per i suoi contributi alla teoria delle funzioni continue.
Dopo aver seguito le lezioni di Gauss, ha avuto come insegnante Dirichlet.
Egli è conosciuto soprattutto per i teoremi di Heine-Borel e Heine-Cantor.
A lui si deve anche la nozione di continuità uniforme. Egli ha inoltre lavorato sui polinomi di Legendre, sulle funzioni di Lamé, sulle funzioni di Bessel, sulla teoria del potenziale e sulle equazioni alle derivate parziali.

## Opere
- De aequationibus nonnullis differentialibus (Tesi di dottorato, 1842)
- Handbuch der Kugelfunctionen (Georg Reimer, Berlin, 1861)
- Handbuch der Kugelfunctionen, Theorie und Anwendungen primera parte (Georg Reimer, Berlin, 1878)
- Handbuch der Kugelfunctionen, Theorie und Anwendungen (seconda parte) (Georg Reimer, Berlin, 1881)